# 三角形郵票
三角形郵票，即票形為三角形的郵票。第一套三角形郵票于1853年9月1日由英國前殖民地非洲好望角出版。
大多數的郵票是矩形的，這是由于矩形便于排版和打齒孔，可节约生产成本，利于大规模生产。矩形邮票也便于集邮者的收藏与欣赏。 
非矩形的郵票中，以三角形郵票最為常見。因三角形郵票也便于排版，打齒孔。材料方面亦算節約。
大多數三角形郵票採用等腰三角形的形狀。而1869年英國前殖民地非洲好望角發行一套不等邊三角形的三角形郵票。郵票的三邊長度都不相等。

## 世界上第一套三角形郵票
第一套三角形郵票

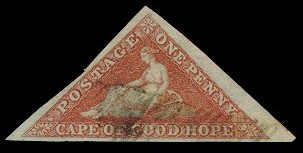
1便士款式
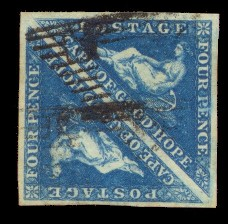
4便士款式
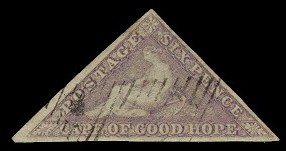
6便士款式
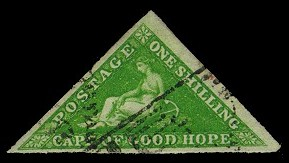
1先令款式

1853年9月1日，英國前殖民地非洲好望角發行了當地的第一套郵票，也是世界上第一套三角形郵票。由英國公司PERKINS，BACON & CO.負責印刷。這套郵票有1便士（紅色），4便士（藍色），6便士，1先令（青色）4種面額，郵票中央圖案為希望女神（Godness "HOPE"），一版24枚。

## 中華人民共和國的三角形郵票
1951年，中華人民共和國發行了第一套三角形的紀念郵票。名為《保衛世界和平》（第二组）。圖案是和平鴿，票形为等腰三角形。面值有人民幣400元、800元及2000元三種（相當于2005年人民幣的4分、8分及24分）。
以上郵票由邮票设计家孙传哲設計。
孙传哲對三角形邮票的阐述：“票形、票幅及边饰的应用在邮票构图、布局中很重要。我设计的《保卫世界和平》（第二组）纪念邮票，图案采用了西班牙著名画家毕加索为第二届保卫和平大会画的和平鸽，缀以橄榄叶的边饰，票形则别出心裁地采用了三角形设计，充满新颖感，且使画面显得平衡、稳重。”
2000年11月20日，中國发行了第二套三角形纪念邮票，票形为等边三角形。即2000-22《中国“神舟”飞船首飞成功纪念》。
“在《‘神舟’飞船》三角形票中，第一枚‘火箭发射’把火箭置于三角形的中轴线，整个画面平衡坚实，即使火箭发射充满成功的希望，又突破了三角形空间狭小的限制。第二枚‘遨游太空’，把‘神舟’飞船置于三角形一侧，腾出大片空间敷以深蓝色，象征无垠的宇宙空间。”